# جائزة بلجيكا الكبرى 2014
جائزة بلجيكا الكبرى 2014 (بالإنجليزية: 2014 Belgian Grand Prix)‏ هو سباق فورمولا 1 أقيم بتاريخ 24 أغسطس 2014 في حلبة دي سبا فرانكورشومب، ستافيلو، بلجيكا. كان الثاني عشر من أصل 19 في بطولة العالم لسباقات الفورمولا واحد موسم 2014. حلّ الأسترالي دانيل ريكاردو أولا بينما جاء الألماني نيكو روسبيرغ في المركز الثاني وحصل على المركز الثالث الفنلندي فالتيري بوتاس.